# Combretum tarquense
Combretum tarquense là một loài thực vật có hoa trong họ Trâm bầu. Loài này được Clark mô tả khoa học đầu tiên năm 1913.